# Suzuki GSF / Seria Bandit
Suzuki Bandit – seria motocykli szosowych produkowanych przez koncern Suzuki.
Zostały wyprodukowane następujące modele motocykla:
- GSF250 z silnikiem 250 cc
- GSF400 z silnikiem 400 cc
- GSF600N/GSF600S z silnikiem 599 cc (produkowany od 1995 do 1999 roku)
- GSF600N/GSF600S generacja II z silnikiem 599 cc (produkowany od 2000 do 2005 roku)
- GSF650N/GSF650S z silnikiem 656 cc (produkowany od 2005 do chwili obecnej)
- GSF750 z silnikiem 748 cc (produkowany od 1996 do 1999 roku)
- GSF1200/GSF1200S z silnikiem 1157 cc (produkowany od 1996 do 2006)
- GSF1250A/GSF1250SA i z silnikiem 1255 cc i systemem ABS(produkowany od 2007 do chwili obecnej).

Wszystkie silniki są czterocylindrowe z systemem DOHC i szesnastoma zaworami. Modele 600, 650, 750 i 1200 wykorzystują system chłodzenia SACS (Suzuki Advanced Cooling System), który łączy chłodzenie silnika powietrzem i olejem. Silnik 600cc jest wzięty z modelu GSX-F 600, natomiast silnik w modelu 1200cc jest zapożyczony z GSXR 1100. Modele 250 i 400cc, a od 2007 roku także modele 650 i 1250 są chłodzone cieczą.
Modele 'S' posiadają fabrycznie montowane owiewki, natomiast motocykl bez owiewki jest o jakieś 3 kilogramy lżejszy, natomiast podstawowy model 'N' jest tzw. "naked bikem", czyli nie posiada chroniącej przed wiatrem przedniej owiewki, lecz są spotykane modele z dodatkowa szybką chroniącą kierowcę przed wiatrem.

## Bandit 250 i 400
Produkcja rozpoczęta w 1989 roku, modele GSF 250 i GSF 400 posiadały chłodzone cieczą czterocylindrowe rzędowe silniki osadzone w ramie kratownicowej. Silniki bazowały na tych z GSX-R250 i GSX-R400. Bandit 250 rozwijał moc ok. 45 KM (34 kW), wersja z silnikiem 400 około 59 KM (44 kW) (w 1992 zredukowane do 53 KM). Oba modele posiadały tarczowe hamulce, z podwójną ( 2x 290mm) lub pojedynczą (1x310mm) tarczą z przodu i pojedynczą z tyłu. W późniejszym czasie oba modele były oferowane również z przednimi owiewkami (nosiły nazwę "Limited"), a także modele z oznaczeniem "V" posiadające silniki ze zmienną fazą rozrządu kanału dolotowego.

### Modele GSF250
- GSF250 (od grudnia 1989 r.)
- GSF250 45 KM (34 kW) (od kwietnia 1990 r.)
- GSF250ZM (edycja "LIMITED") (od maja 1991 r.)
- GSF250P (od września 1992 r.)
- GSF250NP (od października 1992 r.)
- GSF250ZP (edycja "LIMITED") (od maja 1993 r.)
- GSF250R oraz GSF250NR (od października 1993 r.)
- GSF250V (1995 r.)
- GSF250V (2000 r.)

### Modele GSF400
- GSF400K (od sierpnia 1989 r.)
- GSF400NK (od czerwca 1990 r.)
- GSF400-Z (Edycja limitowana na 70-lecie Suzuki) (od listopada 1990 r.)
- GSF400M – naked (1991 r.)
- GSF400ZM Limited – Retro owiewki Cafe-Racer(1991 r.)
- GSF400VM (Silnik VC) (od czerwca 1991 r.)
- GSF400VZM (Silnik VC Limited – Retro owiewki Cafe-Racer) (od sierpnia 1991 r.)
- GSF400VP (model silnika VC) (od października 1992 r.)
- GSF400P (od listopada 1992 r.)
- GSF400NP (od listopada 1992 r.)
- GSF400VZP (VC Silnik modelu Limited) (od maja 1993)
- GSF400VR (Silnik VC) (od listopada 1993 r.)
- GSF400S (od stycznia 1995 r.)
- GSF400VS (Silnik VC) (od stycznia 1995 r.)
- GSF400V-V (Silnik VC) (od lutego 1997 r.)
- GSF400VZ-V (Silnik VC) (od lutego 1997 r.)

## Bandit 600

### 1995
Premiera modelu GSF600 miała miejsce w lutym. Stylistyka bazowała na istniejącym już starszym bracie GSF400 Bandit. Silnik został zaadaptowany ze sportowego modelu GSX600, a jego charakterystyka została przestrojona na potrzeby motocykla miejskiego.

### 1996
Ma miejsce debiut modelu GSF600 Bandit S, wersja ta po raz pierwszy posiadała pół-owiewkę.

### 1997
Pomniejsze zmiany: Zostaje dodany czujnik sprzęgła (od teraz, ze względów bezpieczeństwa, wymagane było wciśnięcie sprzęgła podczas rozruchu silnika), a także podgrzewacze gaźników.

### 1998
Bandit otrzymuje nowy tylny amortyzator. Posiada on teraz regulację napięcia wstępnego, jak również odbicia.

### 2000
Na ten rok przypadają pierwsze poważniejsze zmiany w modelu.
- W pełni elektroniczne oprzyrządowanie.
- Nowe gaźniki z czujnikiem położenie przepustnicy.
- Dodatkowy filtr paliwa.
- Zaciski hamulcowe firmy Nissin.
- 20-litrowy bak (poprzedni 19 l)
- Ulepszenia ramy i geometrii.
- Obniżona wysokość kanapy.
- W modelu S: Lifting pół-owiewki, podwójne, soczewkowe reflektory.

### 2002
Wskaźnik poziomu paliwa dostępny w standardzie.
| Ekonomika (l) | Średnie spalanie – 6,6 l /100 km |

## Bandit 650

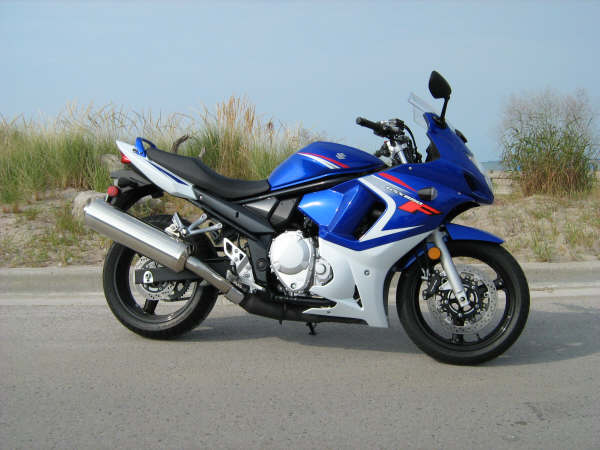
Suzuki GSX650F

### 2005
Premiera nowego Suzuki Bandit 650 i Bandit 650S miała miejsce w Tarragona, w Hiszpanii. Zmiany którym został poddany model:
- Pojemność silnika została zwiększona o 57 cc, aby poprawić elastyczność w zakresie niskich i średnich obrotów.
- Kanapa i kierownica otrzymały możliwość regulacji.
- Cylindry pokryte galwanicznie "Suzuki Composite Electrochemical Material", zapewniało to redukcję tarcia, lepszą wydajność, a także wzrost mocy.
- Zmieniony wydech na "four-into-two".
- Lifting zbiornika paliwa.
- Nowy reflektor halogenowy.
- Nowy ciekłokrystaliczny wyświetlacz LCD wyświetlający: prędkość, przebieg, przebieg wycieczek (Trip A i B), wskaźnik poziomu paliwa i zegarek.
- Zwiększona sztywność podwozia i zmodernizowane zawieszenie.
- Redukcja masy własnej.
- System ABS dostępny jako opcja.
- Możliwość przełączania prędkościomierza na system metryczny/anglosaski.
- System Suzuki PAIR (Pulsed AIR).
- Silnik malowany na czarno.

### 2007
Zupełnie nowy, chłodzony cieczą silnik został zaprojektowany specjalnie dla modelu Bandit 650 2007, inaczej niż wcześniej używane silniki adaptowane z innych modeli. Podwozie i sylwetka pozostały w praktycznie niezmienionej formie w porównaniu do modelu 2005, jednakże miały też miejsce inne znaczące zmiany:
- Silnik spełniający normy Euro3.
- Wykonany w całości z aluminium, rzędowy, czterocylindrowy chłodzony cieczą silnik o pojemności 656cc.
- Elektroniczny wtrysk paliwa z systemem podwójnych przepustnic (podobny do stosowanego w Suzuki GSX-R i V-Strom).
- O 10% sztywniejsza rama i dłuższy wahacz.
- Sztywniejszy tylny amortyzator, jednak bardziej miękki widelec przedni.
- Moc podniesiona do 85 KM (63kW) przy 10,500 obrotów.
- Zbiornik paliwa o pojemności 20 l. jednak pompa paliwa pobiera ok. 1 l.
- Hydrauliczne sprzęgło.
- 14 kg większa masa całkowita.

### 2009
Wprowadzono zmiany, które objęły egzemplarze z pół-owiewką jak i bez:
- Nowe reflektory.
- Lekko zmodyfikowane obudowy ramy.
- Smuklejsze tylne światła.
- Przemodelowany tłumik wydechu.
- Nowy wyświetlacz LCD (oprócz funkcji z poprzednich modeli, dodatkiem był wyświetlacz biegu)

Oprócz tego, w modelu GSF650S przednia owiewka została poddana po raz kolejny liftingowi, a także udało się umieścić w niej 2 schowki. Przemodelowane zostały również lusterka i kierunkowskazy.
| Marka i model | Suzuki Bandit 650 do 2006 r.     | Suzuki Bandit 650 od 2007 r.   |
| ------------- | -------------------------------- | ------------------------------ |
| Ekonomika (l) | Średnie spalanie – 6,3 l /100 km | Średnie spalanie – 6 l /100 km |

## Bandit 750
Bandit 750 był modelem przeznaczonym tylko na rynek japoński, w którym zostały użyte części z modeli 600 i 1200.
- Silnik, mimo wyglądu identycznego z 600, został powiększony do pojemności 748cc.
- Gaźniki były podobne do tych z 600, różniły się w nich tylko dysze, wydech taki sam jak w modelu 1200.
- Przednia, główna część ramy była identyczna jak w modelu 600, podczas gdy tylna część pochodziła z modelu 1200.
- Zegary pochodziły z modelu 1200(wyskalowane w km/h), zawierały także wskaźnik poziomu paliwa, który nie był dostępny w modelu 600 w tamtych czasach.
- Podwozie i zawieszenie pochodziło z modelu 600.
- Deklarowana moc maksymalna wynosiła 85 KM (63kW).

Wszystkie egzemplarze posiadały ograniczenie prędkości do 180 km/h (110 mil/h) aby spełniały japońskie przepisy. Ograniczenie było jednak łatwe do usunięcia, co pozwalało cieszyć się pełną prędkością maksymalną wynoszącą około 220 km/h (140 mil/h).

## Bandit 1200

### 1996
Pierwsze modele Bandita 1200 zostały zaprezentowane w Styczniu 1996 roku, posiadały one powiększony silnik z modelu GSX-R1100. Innymi różnicami w stosunku do wersji 600 były przednie tarcze hamulcowe o większej średnicy, zawieszenie o lepszych parametrach oraz standardowo montowany wskaźnik poziomu paliwa. GSF1200 już od początku produkcji posiadał także sterowane hydraulicznie sprzęgło.

### 1997
Na wybranych rynkach światowych zostaje zaprezentowana wersja Bandit S z systemem ABS. W modelu z ABS do przeniesienia napędu używano łańcucha z 114 ogniwami (110 ogniw bez ABS).

### 2001
Bandit 1200 przeszedł podobne modyfikacje jak model 600 rok wcześniej:
- W pełni elektroniczne oprzyrządowanie.
- Nowe gaźniki z czujnikiem położenia przepustnicy.
- Suzuki PAIR (Pulsed Air Injection), wtłaczający czyste powietrze do wydechu aby wyeliminować emisję niedopalonego paliwa.
- Dodatkowy filtr paliwa.
- Zaciski hamulcowe firmy Tokico (sześciotłoczkowe z przodu).
- 20-litrowy bak (poprzedni 19 l)
- Ulepszenia ramy i geometrii.
- Obniżona wysokość kanapy.
- W modelu S: Lifting pół-owiewki, podwójne, soczewkowe reflektory.

### 2004
Na niektóre rynki zostaje wprowadzona wersja z dwudrożnym katalizatorem.

### 2005
Modele z tego roku (K5) są ostatnimi z drugiej generacji Banditów 1200. Cechą charakterystyczną wszystkich roczników modelu GSF1200 był głośno szumiący/dzwoniący kosz sprzęgłowy, jednak nie świadczyło to o żadnych usterkach czy problemach z silnikiem.

### 2006
Zostają przeprowadzone modernizacje modelu. Lifting zbiornika paliwa, panele boczne, regulacja wysokości kanapy oraz dłuższy i nowocześniejszy wahacz. Wersja "S" otrzymuje nowy kształt pół-owieski z całkowicie nowym reflektorem z żarówkami jedna nad drugą (mijania/drogowe), w poprzednim modelu jedna obok drugiej. Modele 2006 były oferowane z opcjonalnym systemem ABS już na wszystkich rynkach. Na rynku brytyjskim system ABS był montowany standardowo do wersji SA. W niektórych krajach sprzedawane modele posiadały także możliwość regulacji wysokości kierownicy. Przeprowadzono także drobne zmiany w przełożeniach biegów. Był to ostatni model Bandita napędzany silnikiem z systemem SACS, pierwszy silnik z tym systemem ujrzał światło dzienne w roku 1985 w modelu GSX-R750.
| Ekonomika (l) | Średnie spalanie – 7,5 l /100 km |

## Bandit 1250

### 2007
Podobnie jak model 650, Bandit 1250 otrzymał zupełnie nowy, zaprojektowany specjalnie pod ten model, chłodzony cieczą silnik. Poprzedni silnik (o pojemności 1157cc) chłodzony powietrzem/olejem nie spełniał norm Euro 3. Nowy silnik o pojemności 1255 cc produkował prawie taką samą moc jak stary, jednak największą różnicą był zakres obrotów gdzie silnik osiągał maksymalny moment obrotowy. 108 Nm jest dostępne już przy 3700 obrotach na minutę. Moc przekazywana jest na koło za pomocą 6-biegowej (w poprzedniej wersji 5) skrzyni biegów. Jesienią tego roku przedstawiono limitowaną edycję "Street Fighter" posiadającą kierownicę firmy Renthal, tłumik Yoshimura oraz pojedynczą kanapę.

### 2008
Brak zmian w modelu.
W ofercie pojawia się GSF1250GT, wersja Grand Touring. Wersja ta zawiera 3 kufry, owiewki silnika oraz nawigację GPS.

### 2009
W Maju zapowiedziano limitowaną edycję Bandit 1250SA Z. Wersja miała charakteryzować się białym perłowym lakierem ze zmienianą grafiką, a także kołami lakierowanymi na srebrny metallic.

### 2010
Modele 1250A i 1250SA ponownie z czarnymi silnikami.
| Ekonomika (l) | Średnie spalanie – 7,5 l /100 km |